# Lijst van rijksmonumenten in Grijpskerk
De plaats Grijpskerk telt 20 inschrijvingen in het rijksmonumentenregister. Hieronder een overzicht. 
| Object                                           | Oorspronkelijke functie?  | Bouwjaar | Architect                                               | Locatie                  | Coördinaten?                  | Nr.?   | Afbeelding                       |
| ------------------------------------------------ | ------------------------- | --- | ------------------------------------------------------- | ------------------------ | ----------------------------- | ------ | -------------------------------- |
| Doopsgezinde kerk                                | Kerk en kerkonderdeel     | 1814 1892 (herb. op huidige locatie) 1995 (rest.)                                                                                             |                                                         | Herestraat 18            | 53° 15' 48" NB, 6° 18' 32" OL | 18788  | Meer afbeeldingen                |
| Hervormde kerk                                   | Kerk en kerkonderdeel     | 1605-'12 (herb.) 1856 (bepleistering, uitbr.) 2001 (rest.)                                                                                    | W.K. Dusseldorp (1856)                                  | Kerkplein 11             | 53° 15' 50" NB, 6° 18' 19" OL | 18789  | Meer afbeeldingen                |
| Hervormde pastorie                               | Kerkelijke dienstwoning   | 16e eeuw |                                                         | Kerkplein 2-4            | 53° 15' 49" NB, 6° 18' 18" OL | 18790  | Meer afbeeldingen                |
| De Kievit                                        | Industrie- en poldermolen | 1899 1963-'64 (rest.) 1974-'75 (rest.) | M. Noordewier                                           | Molenstraat 33           | 53° 15' 54" NB, 6° 18' 9" OL  | 18791  | Meer afbeeldingen                |
| De Westerhorner                                  | Industrie- en poldermolen | 1829 1954 (herst.) | M. Noordewier                                           | Poelweg 9                | 53° 15' 14" NB, 6° 18' 42" OL | 18792  | Meer afbeeldingen                |
| Kop-hals-rompboerderij (Ruigewaard)              | Boerderij                 | mog. 16e eeuw 1930-1939 (verb.) |                                                         | Lageweg 40               | 53° 16' 21" NB, 6° 19' 6" OL  | 513962 | Meer afbeeldingen                |
| Zuivelfabriek                                    | Industrie                 | 1888-'89 1950 (kaas- en melkafdeling) |                                                         | Kievitsweg 26            | 53° 16' 4" NB, 6° 18' 24" OL  | 516290 | Meer afbeeldingen                |
| Zuivelfabriek, directeurswoning                  | Dienstwoning              | 1909 | K. Siekman Azn.                                         | Kievitsweg 22            | 53° 16' 3" NB, 6° 18' 24" OL  | 516291 | Meer afbeeldingen                |
| Zuivelfabriek, drie fabrieksgebouwen             | Industrie                 | 1927 (kaaspakhuis) ca. 1930 (condensfabriek) 1934 (poederfabriek) 1937 (uitbr. kaaspakhuis)                                                   | technisch bureau F.N.Z. (1927) G. en W. Wieringa (1937) | Kievitsweg 30            | 53° 16' 4" NB, 6° 18' 23" OL  | 516292 | Meer afbeeldingen                |
| Zuivelfabriek, fabrieksgebouw karnemelk en pap   | Industrie                 | 1930 |                                                         | Kievitsweg 38            | 53° 16' 3" NB, 6° 17' 17" OL  | 516293 | Meer afbeeldingen                |
| Zuivelfabriek, ketelhuis                         | Industrie                 | 1938 1950 (verb.) |                                                         | bij Kievitsweg 26        | 53° 16' 3" NB, 6° 18' 23" OL  | 516294 | Meer afbeeldingen                |
| Zuivelfabriek, garage                            | Onderdeel woningen e.d.   | 1941 |                                                         | Kievitsweg 42            | 53° 16' 3" NB, 6° 17' 17" OL  | 516295 | Meer afbeeldingen                |
| Zuivelfabriek, kantine                           | Horeca                    | 1950 |                                                         | Kievitsweg 36            | 53° 16' 4" NB, 6° 18' 23" OL  | 516296 | Meer afbeeldingen                |
| Villa Rustoord                                   | Woonhuis                  | 1891 |                                                         | Groningerstraatweg 64-66 | 53° 15' 48" NB, 6° 18' 40" OL | 516304 | Villa Rustoord                   |
| Zonnehof                                         | Woonhuis                  | 1915 1969 (interne verb.) | K. Siekman Azn.                                         | Groningerstraatweg 23    | 53° 15' 50" NB, 6° 18' 46" OL | 516308 | Zonnehof                         |
| Voorm. gemeentehuis                              | Bestuursgebouw en onderdl | 1913 1949 (verb. westgevel) 1967 (verb.) 1977 (verb. achterzijde)                                                                             | K. Siekman Azn.                                         | Herestraat 50            | 53° 15' 49" NB, 6° 18' 23" OL | 516316 | Gemeentehuis Voorm. gemeentehuis |
| Kop-hals-rompboerderij, stookhut                 | Boerderij                 | 19e eeuw |                                                         | bij Lageweg 40           | 53° 16' 21" NB, 6° 19' 6" OL  | 522234 | Meer afbeeldingen                |
| Kop-hals-rompboerderij, schapen- en kleinveestal | Boerderij                 | mog. 19e eeuw |                                                         | bij Lageweg 40           | 53° 16' 21" NB, 6° 19' 6" OL  | 522235 | Meer afbeeldingen                |
| Kop-hals-rompboerderij, koetshuis                | Boerderij                 | 19e eeuw |                                                         | bij Lageweg 40           | 53° 16' 21" NB, 6° 19' 6" OL  | 522236 | Meer afbeeldingen                |
| Kop-hals-rompboerderij                           | Boerderij                 | mog. 1500-1550 (kern voorhuis) verm. 17e eeuw (rest voorhuis) 17e-19e eeuw (hals) 1800-1825 (hoofdschuur, bijschuur) 20e eeuw (verb. schuren) |                                                         | Westerhornerweg 6        | 53° 15' 34" NB, 6° 17' 37" OL | 526116 | Meer afbeeldingen                |